# Abdoul Razak Seyni
Abdoul Razak Seyni (ur. 1 stycznia 1990 w Niamey) – nigerski piłkarz grający na pozycji obrońcy. Od 2020 jest zawodnikiem klubu US GN.

## Kariera klubowa
Swoją karierę piłkarską Seyni rozpoczął w klubie Olympic FC de Niamey. W sezonie 2012/2013 zadebiutował w jego barwach w pierwszej lidze nigerskiej. W latach 2013–2015 grał w drugoligowym Liberté Niamey. W latach 2015–2017 był zawodnikiem Sahel SC, z którym w sezonie 2015/2016 został wicemistrzem Nigru. W latach 2017–2020 występował w AS SONIDEP. W sezonie 2017/2018 wywalczył z nim mistrzostwo, a w sezonie 2018/2019 - dublet (mistrzostwo i Puchar Nigru). W 2020 przeszedł do US GN. W sezonie 2020/2021 sięgnął z nim po dublet - mistrzostwo i puchar kraju, a w sezonie 2022/2023 został wicemistrzem Nigru.

## Kariera reprezentacyjna
W reprezentacji Nigru Seyni zadebiutował 13 października 2018 w przegranym 0:1 meczu kwalifikacji do Pucharu Narodów Afryki 2019 Tunezją, rozegranym w Radisie.